# Île Clugny
Pour les articles homonymes, voir Clugny.
L'île Clugny est une île isolée située au large de la baie de la Désolation au nord-ouest de la péninsule Loranchet de la Grande Terre des îles Kerguelen dans les Terres australes et antarctiques françaises (TAAF).